# نوفوسيل
نوفوسيل (بالروسية: Новосиль) هي إحدى مدن روسيا في الكيان الفدرالي الروسي أوريول أوبلاست.

## أعلام
- سلافا بولونين